# Bernarda Ferreira de Lacerda
Pour les articles homonymes, voir Ferreira.
Bernarda Ferreira de Lacerda est une poétesse portugaise, née à Porto en 1595 et morte à Lisbonne en 1644. 
Son père, Ferreira Leitao, grand chambellan à la cour, lui fit donner l'éducation la plus brillante. Sa beauté, ses talents poétiques, l’étendue et la variété de son savoir la rendirent rapidement célèbre et la firent regarder comme la merveille de son temps. Au nombre de ses admirateurs, on trouve Lope de Vega, qui lui dédia, en 1635, son églogue intitulée : Phylis. 
Telle était la réputation de Bernarda Ferreira, que Philippe III chargea en 1621, pendant un voyage à Lisbonne, d’enseigner les lettres latines aux infants d’Espagne don Carlos et don Fernando. Doña Bernarda épousa un gentilhomme, nommé Correa de Souza, qui la laissa veuve avec plusieurs enfants, au bout de quelques années de mariage. 

## Œuvres
Bernarda Ferreira de Lacerda a écrit en espagnol et en portugais; elle a laissé des comédies et des poésies diverses. Les ouvrages d’elle qui ont été publiés sont : 
- España libertada, chronique rimée, composée en castillan, dont la première partie a paru à Lisbonne en 1618, in-4°, et la seconde en 1676, après la mort de l’auteur;
- Saudades de Bussaco (Lisbonne, 1634), recueil de vers portugais, espagnols et italiens.